# キマイラ隊
キマイラ隊 (Chimaira / Chimera Corps) は、アニメ『機動戦士ガンダム』から派生したメカニックデザイン企画『モビルスーツバリエーション (MSV)』に登場する架空の特殊部隊。ジオン公国突撃機動軍に所属し、各戦線から選抜されたエース・パイロットを中核とする部隊。制式名称は「特別編成大隊」であり、当初は「エース部隊」と呼ばれるが、いつしか旗艦「キマイラ」に由来する愛称である「キマイラ隊」と呼ばれるようになる。
漫画『機動戦士ガンダム MSV-R ジョニー・ライデンの帰還』では、隊が発足した一年戦争の終結から10年後の宇宙世紀0090年にモビルスーツ (MS) 隊隊長であるジョニー・ライデン少佐の行方を捜索するなど物語に大きく関わっており、一年戦争時の詳細な設定も追加されている。

## 設定の経緯
MSVの設定を担当した小田雅弘によれば、ドイツ空軍のエース・パイロット、ヴァルター・ノヴォトニーが率いた初のジェット戦闘機部隊「コマンド・ノヴォトニー」、あるいはドイツ空軍の第44戦闘団や日本海軍の第343航空隊といった現実にあったエース部隊をイメージソースにしたという。また、ジオン公国軍を眺めていると、どうしても枢軸国側の少数精鋭志向が重なるとのことで、ギレン・ザビ側が進めるソーラ・レイと並行し、ガンダムを過大評価したキシリア側で編制され、歴戦の曲者職人揃いだがチームワークは悪くなく、政治的に無関心なベテランが揃い、来たるべき対MS戦に備えているというイメージだという。MSVの機体で遊べる受け皿にしたかったとのことで、ガルバルディなどの次世代機を投入する流れも考えていたが、『機動戦士Ζガンダム』の企画進行が早まったこともあり、部隊の終焉はあえて書かなかった。

## 設定概要
突撃機動軍情報統括長であるヒュー・マルキン・ケルビン大佐によって立案され、突撃機動軍司令キシリア・ザビ少将の影響下にあるあらゆる部隊からトップ・エースのみを招集し、宇宙世紀0079年10月26日に発足する。当初は「大隊」とは程遠い少数編成であるが、最盛期は大隊編成定数を超える31名となり、パイロット以外のエンジニアやメカニックも替えが効かない者ばかりを集めているため、常に定数を越えて人員を維持しており、そのため「特別編成大隊」と呼称される。
地球連邦軍がMSの量産に成功したことを受け、工業力に劣る公国軍は「個の質の向上」を対応策とし、モビルアーマーやサイコミュ搭載機などの開発と並行して創設される。一方で、元隊員であるジャコビアス・ノードが宇宙世紀0090年にFSSのインタビューで語った証言によれば、ヒューは同時期に発足したシャア・アズナブル大佐率いるニュータイプ部隊が造反した場合に対抗する「カウンター・ニュータイプ部隊」として本部隊を立案し、キシリアに『オールドタイプによるニュータイプ殲滅部隊の研究と開発、そしてその運用』というレポートを提示したという。そのため、公国軍における初期の強化人間ともいえるイングリッド0やユーマ・ライトニングも配属されたとされる。
部隊は、中核となるエース・パイロットのMS隊、母艦と支援艦で構成された艦隊、中核隊の予備も兼ねた艦隊直衛MS隊、そして技術支援隊「ヒュドラ (Hydra)」の4つで構成される。中核MS隊の乗機として、25機生産された先行量産型ゲルググのうち1機（シャア大佐へ）を除くすべてを受領し、コレヒドール暗礁宙域で実働テストおよび慣熟訓練をおこなう。並行して、各MSメーカーのトップ・エンジニアが出向しているヒュドラが、巨大プラント艦「ミナレット」の設計支援システムを用いてパイロットの要望に合わせた機体のカスタマイズをほどこし、30は下らないバリエーションを生み出したとされる。パイロットはそれらの装備を駆使した戦術を研究し、C型系を支援機、B型系を直掩機とする2機1小隊制の運用法もこの時期に確立したと伝えられる。

## 戦歴
宇宙世紀0090年の再始動時については機動戦士ガンダム MSV-R ジョニー・ライデンの帰還#あらすじを参照。
コレヒドール暗礁宙域遭遇戦
本部隊は0079年12月以降もコレヒドール暗礁宙域で訓練を継続している。一年戦争終結後に連邦軍が「キマイラ」から押収した記録によれば、この訓練中に連邦軍パトロール艦隊と遭遇し、マゼラン級戦艦1隻、サラミス級巡洋艦2隻を損害なしで撃沈したとされ、このときの写真も残されている。しかし、連邦軍の記録ではその日時・場所に同軍の艦船はおろか戦闘機1機さえおらず、大戦初期に拿捕された艦船が標的に使用されたのではないかとの公式コメントを発表して以降、連邦軍はすべてのコメントを避けている。
シン・マツナガ拘束および追撃
漫画『機動戦士ガンダム MSV-R 宇宙世紀英雄伝説 虹霓のシン・マツナガ』では、キシリアの直命により、デギン・ザビ公王に直接増援要請をするためソロモンからサイド3に向かうシン・マツナガ大尉らを「反乱分子」として拘束する任に就く。コレヒドール暗礁宙域でマツナガの高機動型ザクIIを前に、トーマス・クルツ中尉とジェラルド・サカイ大尉、および増援のハインケル・バッツ中尉とマッキ・ビスコンティ大尉は苦戦を強いられる。しかし、最後に参戦したジョニー・ライデン少佐が行動不能にし、母艦のガガウル級駆逐艦「ペルル・ノワール」とともに拘束、任務を全うする。その後本部隊は暗礁宙域をあとにしており、サイド3宙域での12月中旬の訓練の模様が公国軍広報部によって撮影されている。
ソロモン陥落後、護送先のサイド3コロニー「ズム・シティ」からシンらが脱走。拘束時と同じメンバーで追撃するが、ゲルググJを乗機として得たシンに圧倒され、ジョニーとも互角の戦いを繰り広げる。しかしデギンのロイヤル・ガードの介入により、結局勝負はつかずに終わる。
クラリオン作戦
12月29日、連邦軍は占領したソロモン（「コンペイトウ」に改称）からア・バオア・クーへ進軍を開始。この足を鈍らせるべく、本部隊も総帥命令により訓練を中断し馳せ参じる。ゲルググキャノン12機とムサイ級軽巡洋艦3隻によって、ティアンム艦隊（ただし指令官のティアンム中将はソロモン戦で戦死している）に対して背後から攻撃をかけている。作戦名は「クラリオン」とされ、戦果はサラミス級2隻、アンティータム級補助空母1隻、MS14機、セイバーフィッシュ22機であるが、一方でゲルググキャノン2機が被撃墜、3機が中破、ムサイ級1隻が大破・航行不能という損害も出している。これにより連邦軍の進撃速度は低下し、ア・バオア・クーの守備を完全なものにできたとされる。
一年戦争末期には、ジオン公国は戦局の公表を大幅に制限し自軍の勝利のみを報道、ソロモンやア・バオア・クーの戦いなどは戦後にようやく国民の知るところとなるほどだが、この戦いは大々的に報道され、写真も公開されている。
ア・バオア・クー防衛戦
12月31日のア・バオア・クー防衛戦にも参加しているが、残された記録は少ない。しかし、トーマス・クルツは戦死の記録が残されている。
『ジョニー・ライデンの帰還』によれば、キシリアが本部隊をア・バオア・クーに連れて行くのは戦力としてではなく、兄ギレンに対する「ポーズ」であるとされる。終盤に脱出するキシリアの命を受け、第3中隊を派遣するが音信途絶し未帰還となる（ただし、ジョニー・ライデンもキシリアの護衛に回ったとする説もある）。その後の撤退戦の最中に、撤退後に本国の指示を待つと言うエイシア・フェロー少佐に付いた第1・第2中隊と、アクシズへ向かい徹底抗戦を主張するヒュー・マルキン・ケルビン大佐率いる直属部隊および艦隊警護隊との間で内乱が勃発。「ミナレット」内部にある「ザビ家の復讐装置」の争奪戦となるが、エイシアはみずからの命と引き換えに装置の起動システムを完全に破壊する。エイシアの死を知ったユーマ・ライトニング中尉は叛乱を起こして「アスタロス」のサンプルを持ち出し、連れ戻しに来たジョニーの脇腹を拳銃で撃ち抜く。ジョニーの命令でユーマは帰還するが、ジョニーは連邦軍ウェイライン隊に拿捕される（生死は不明）。宙域離脱後、連邦軍のオクスナー・クリフ大佐麾下のルナツー部隊に包囲され投降。部隊装備のすべてを連邦軍に委譲し、所持するデータを提供する代わりに逮捕・拘束を免れている。

## 所有兵器
- YMS-14 / MS-14S 先行量産型ゲルググ
  - MS-14B 高機動型ゲルググ
  - MS-14BR ゲルググ高機動型 R型
  - MS-14C ゲルググキャノン
  - MS-14C-1A ゲルググキャノン1A型
  - MS-14J/BR ゲルググ・ウェルテクス（0090年）
- MS-09R リック・ドム
- MS-06R-1A 高機動型ザクII[25]
- ザンジバル改級機動巡洋艦「キマイラ」
- ザンジバル級機動巡洋艦「サングレ・アスル」
- ムサイ級巡洋艦
- 巨大プラント船「ミナレット」

## 隊員・関係者
詳細はリンク先を参照。
- 艦員
  - ヒュー・マルキン・ケルビン大佐（編成責任者）[注 8]
  - エイシア・フェロー少佐（船医長）
  - スコット・アンデルセン（主計官）
  - アナスタシエフ（「キマイラ」艦長）
- 中核MS隊
名前の前の数字は機体番号。
  - 001 デビット・チェイスマン少佐
  - 010(011) ジョニー・ライデン少佐（第1中隊長[26]）
  - 011[27] イングリッド0
  - 017 ジーメンス・ウィルヘッド大尉（第2小隊長[28]）
  - 018[27] マイヤー・メイ中尉
  - 019[27] ガーニム・ムフタール中尉
  - 021 ジャコビアス・ノード大尉（第1小隊[29][注 9]）
  - 022 エメ・ディプロム中尉（第2小隊次席[30]）
  - 023[27] クリストバル・ラザフォード中尉（第2小隊[30]）
  - 041[27] マッキ・ヴィスコンティ大尉
  - 047[27] ハインケル・バッツ中尉
  - 058 トーマス・クルツ中尉[注 10]
  - 099[27] ユーマ・ライトニング中尉
  - 不明 アウトロー・チェスター[注 11]
  - 不明[27] ジェラルド・サカイ大尉
  - 不明 ヒエン・アナブキ中尉[27]
- 艦隊直衛MS隊
  - ブロイ・リゲラ